# Stenopogon occlusus
Stenopogon occlusus là một loài ruồi trong họ Asilidae. Stenopogon occlusus được Theodor miêu tả năm 1980. Loài này phân bố ở vùng Cổ Bắc giới và châu Á.